# Epiclytus velaris
Epiclytus velaris là một loài bọ cánh cứng trong họ Cerambycidae.